# Фарсман II Звитяжний
Фарсман II — цар Кавказької Іберії (116–132) з династії Фарнавазідів.

## Правління
Зміцнив позиції Іберії та розширив її кордони. Провадив незалежну політику, але був постійним союзником Римської імперії. В грузинській історичній традиції Фарсман II отримав прізвисько Квелі («Звитяжний»).
Також відомо про його візит до Риму, де імператор Антонін Пій дозволив Фарсману принести жертву в Капітолії, поставив його кінну статую в храмі та спостерігав за військовими вправами самого Фарсмана II, його сина та інших знатних іберійців. Імператор визнав нові кордони Картлійського царства, таким чином, збільшивши володіння царя. За відомостями істориків Фарсмана II отруїли.